# Abdul Wadud

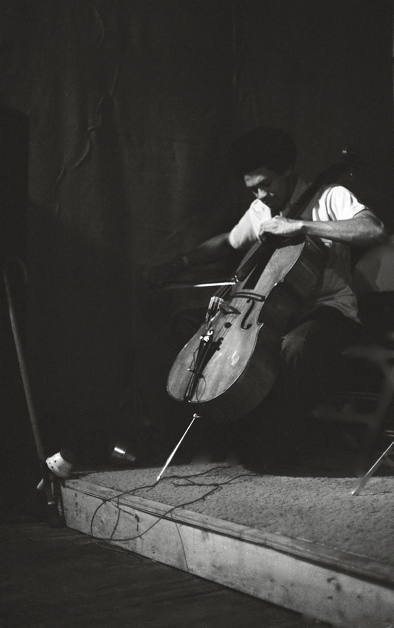
Abdul Wadud im Studio Rivbea NYC, Juli 1976

Abdul Khabir Wadud (geboren als Ronald Earsall DeVaughn * 30. April 1947 in Cleveland, Ohio; † 10. August 2022 ebenda) war ein US-amerikanischer Cellist des Avantgarde Jazz.

## Leben und Wirken
Abdul Wadud wuchs in einem musikalischen Haushalt auf; sein Vater spielte Trompete und Waldhorn und sang, und seine ältere Schwester sprach für die Metropolitan Opera vor. Sein Bruder war Gitarrist, der von der Soul-Gruppe The O’Jays rekrutiert werden sollte. Mit neun Jahren begann er, auf dem Cello zu spielen. Wadud spielte zunächst Altsaxophon, konzentrierte sich jedoch auf das Cello, nachdem er das Instrument in Gruppen des Saxophonisten Albert Ayler gehört hatte, der ebenfalls aus Cleveland stammte.
Erste Aufnahmen im Jazz entstanden 1968 in Cleveland mit dem Black Unity Trio (Al-Fatihah).
Anfang der 1970er-Jahre spielte er mit Julius Hemphill und Charles Bobo Shaw; Mitte des Jahrzehnts wurde er im Umfeld der Chicagoer Musiker-Kooperative Association for the Advancement of Creative Musicians bekannt; er arbeitete in dieser Zeit im Human Arts Ensemble mit Lester Bowie, Charles Bobo Shaw und Hamiet Bluiett, in der Band des Saxophonisten Frank Lowe 1974/75 im Sextett des Posaunisten George Lewis 1977/79 und mit Arthur Blythe 1977/78. Außerdem wirkte er mit Julius Hemphills Band 1976 bei den Wildflowers-Loft-Sessions und auch bei dem Album Frequency Equilibrium Koan von Michael Gregory Jackson mit. Wadud begann, seine Zeit zwischen der Arbeit mit Symphonieorchestern, Broadway-Theaterorchestern und der blühenden Loft-Jazz-Szene in New York City aufzuteilen.
Wadud hatte – inspiriert von Eric Dolphys Zusammenarbeit mit Ron Carter – das Cello als alternatives Harmonie-Instrument für seine verschiedenen Projekte gewählt; so spielte er mit Hemphill 1976 im Duo (Live in New York) und nahm mit ihm 1980 die Flat-Out Jump Suite auf.
In den 1980er-Jahren spielte Wadud in Muhal Richard Abrams’ Orchester, im Duo mit dem Violinisten Leroy Jenkins, 1982 im Trio mit Anthony Davis und James Newton sowie Mitte der 1980er Jahre in Newtons Oktett, 1985 im Black Swan Quartet mit Reggie Workman. 1987 spielte er mit David Murray in dessen schlagzeuglosem Quartett (The People's Choice) eine Platte ein.
1990 war Wadud Mitglied von Marty Ehrlichs Dark Woods Ensemble, in dem Ehrlich an Waduds Duette mit Hemphill anzuknüpfen versucht. 1991 trat er erneut mit Hemphill im Duo und Trio auf (Live from the New Music Cafe). Wadud spielte im Laufe seiner Karriere außerdem mit Bobby McFerrin und John Purcell. Im Bereich des Jazz war er laut Tom Lord zwischen 1968 und 1992 an 55 Aufnahmesessions beteiligt.
Wadud war in den letzten Jahren nicht aktiv gewesen. Durch das Werk, das er hinterließ, bahnte er unter anderem den Weg für Erben wie Akua Dixon, Diedre Murray, Fred Lonberg-Holm, Hank Roberts und Tomeka Reid, schrieb Martin Johnson in seinem Nachruf. Abdul Wadud gilt als einer der Pionier des Jazzcello und
gehört nach Meinung von Joachim-Ernst Berendt zu den wenigen Jazzmusikern, die das Cello – neben dem Bass – als gleichberechtigtes Soloinstrument einführten, wie dies auch Diedre Murray und Hank Roberts taten.
Waduds Namensänderung ist seiner Konversion zum Islam als Student geschuldet.
Laut seinem Sohn, dem R&B-Sänger Raheem DeVaughn, verstarb Abdul Wadud in einem Krankenhaus in Folge von Komplikationen mehrerer erst kürzlich aufgetretener Krankheiten.

## Diskographische Hinweise
- Abdul Wadud: By Myself (Bisharra, 1977)
- Muhal Richard Abrams: Rejoicing with the Light (Black Saint, 1983)
- Black Swan Quartet: Black Swan Quartet (minor music, 1985)
- Arthur Blythe: In Concert India Navigation, 1977; Lenox Avenue Breakdown (Columbia, 1978)
- Anthony Davis/James Newton/Abdul Wadud: I've Known Rivers (Gramavision, 1982)
- Marty Ehrlich: Emergency Peace (New World Records, 1990)
- Julius Hemphill: Flat-Out Jump Suite (Black Saint, 1980); `Coon Bid'Ness (Freedom, 1972–1975)
- Leroy Jenkins: Straight Ahead/Free at Last (Red Records, 1979)
- George Lewis: Shadowgraph, 5 (Sextet) Black Saint, 1977; Homage to Charlie Parker (Black Saint, 1979)
- Frank Lowe: Fresh (Black Lion, 1974/75)
- James Newton Octet: Luella (Gramavision, 1983); Romance and Revolution Blue Note, 1985
- Charles Bob Shaw and the Human Arts Ensemble: Streets of St. Louis (Moers Music, 1974)